# イワヒバリ属
イワヒバリ属（イワヒバリぞく、Prunella）は、鳥類スズメ目イワヒバリ科 Prunellidae の唯一の属である。
イワヒバリ（岩鸐）と総称される。ただしイワヒバリはこの属の1種の和名でもある。また、この属にはカヤクグリ類も含まれる。

## 系統と分類
属名の学名Prunellaは植物のウツボグサ属と同じである。学名は原則として同名は認められないが、国際動物命名規約と国際藻類・菌類・植物命名規約の間では同名が存在しうる。
オリーブアメリカムシクイ科（オリーブアメリカムシクイのみ）と姉妹群である。
Sibley分類では、スズメ科イワヒバリ亜科 Prunellinae の唯一の属とされ、アトリ科オリーブアメリカムシクイ亜科のオリーブアメリカムシクイと大きく離されていた。
ヒバリ（ヒバリ科）とは同じ上科だが、それ以上に近縁ではない。

## 分布
旧北区（ユーラシア中・北部）に生息する。

## 種
13種が属する
- Prunella collaris, Alpine Accentor, イワヒバリ
- Prunella himalayana, Altai Accentor, ヒマラヤイワヒバリ
- Prunella rubeculoides, Robin Accentor, ムネアカイワヒバリ
- Prunella strophiata, Rufous‐breasted Accentor, アカチャイワヒバリ
- Prunella montanella, Siberian Accentor, ヤマヒバリ
- Prunella fulvescens, Brown Accentor, ウスヤマヒバリ
- Prunella ocularis, Radde’s Accentor, コーカサスイワヒバリ
- Prunella fagani, Arabian Accentor, アラビアイワヒバリ
- Prunella atrogularis, Black‐throated Accentor, ノドグロイワヒバリ
- Prunella koslowi, Kozlov’s Accentor, シロハライワヒバリ
- Prunella modularis, Dunnock, ヨーロッパカヤクグリ
- Prunella rubida, Japanese Accentor, カヤクグリ
- Prunella immaculata, Maroon‐backed Accentor, クリイロイワヒバリ

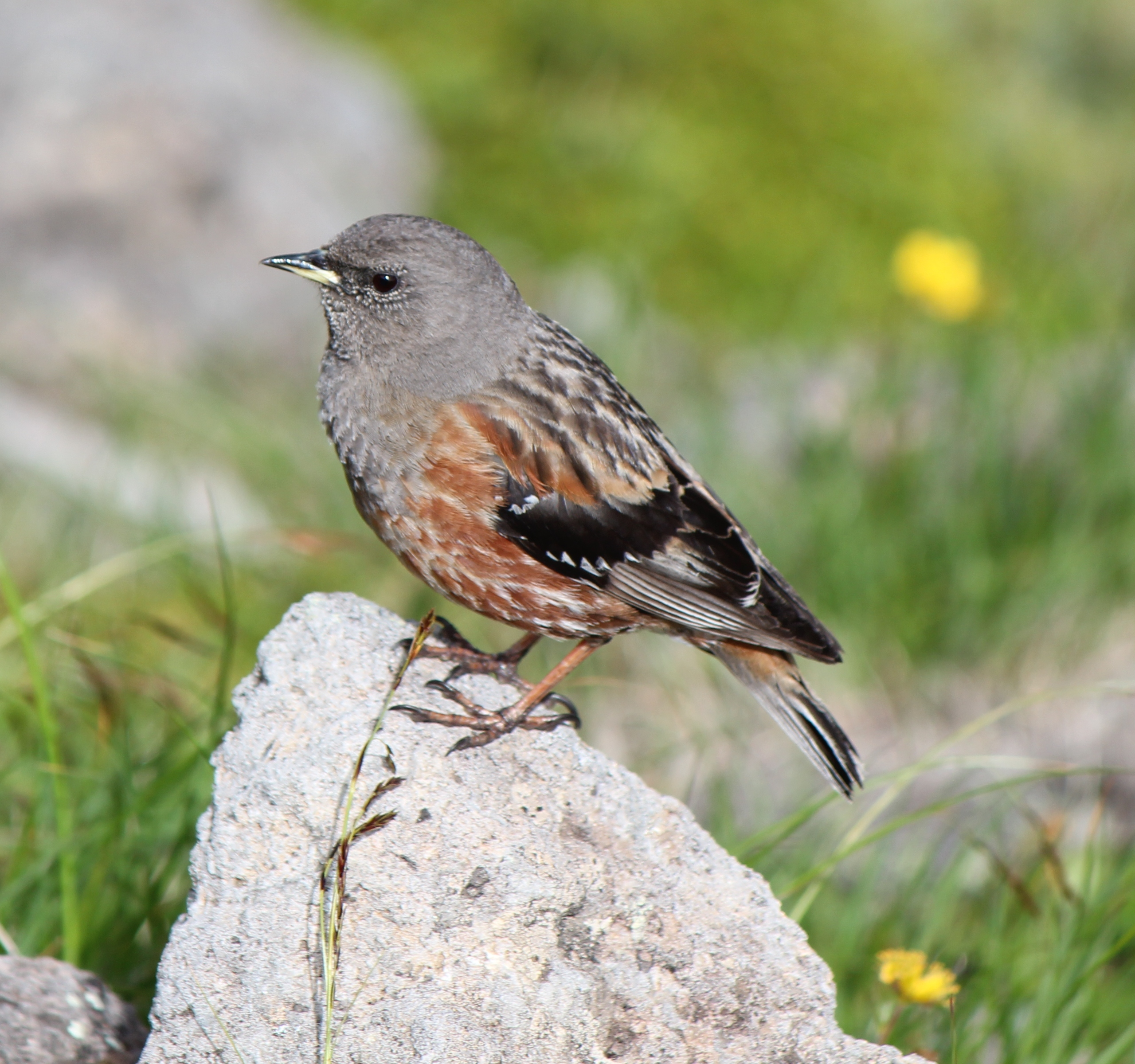
P. collaris イワヒバリ
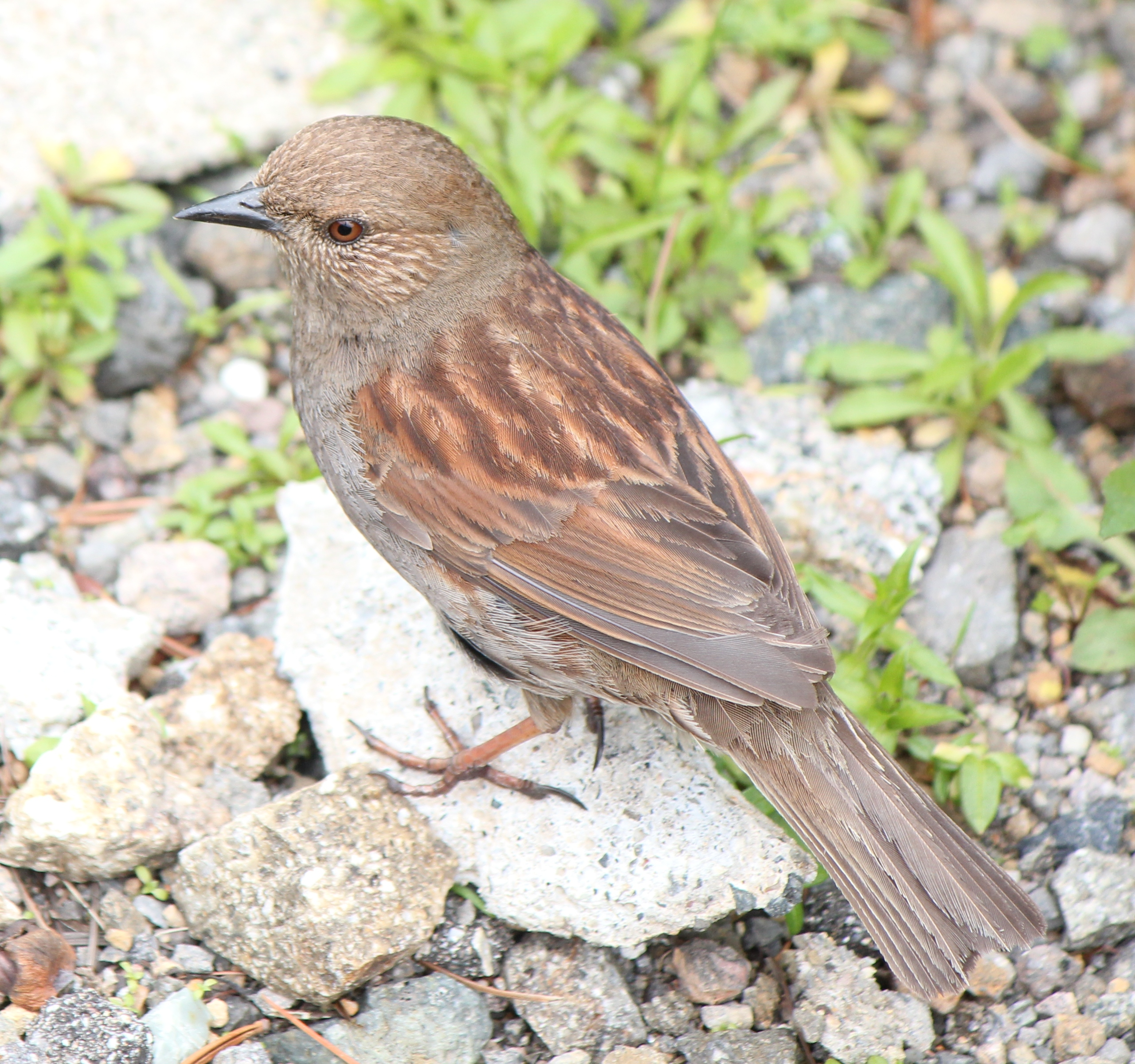
P. rubida カヤクグリ